# أبراهام كريم
ابراهام كريم (بالإنجليزية: Abraham Karem)‏، هو رائد ومخترع للمركبات الطائرة من دون طيار ذات الأجنحة الثابتة والمتحركة، ينسب إليه إختراع تكنولوجيا الطائرات بدون طيار (الدرون).

## حياته
ولد أبراهام كريم في بغداد لزوجين من اليهود الآشوريين، انتقل مع أهله إلى اسرائيل عام 1951 ونشأ فيها، منذ سن مبكر أظهر ولعًا بأنظمة الطيران والملاحة حيث تمكن في عمر 14 عاماً من بناء أول نموذج طائرة، درس هندسة أنظمة الطيران وتخرج من معهد التيخنيون، ثم بنى أول طائرة بدون طيار أستخدمت من قبل القوات الجوية الإسرائيلية في حرب أكتوبر، في عام 1977 هاجر إلى الولايات المتحدة.
يلقب بوالد الطائرات دون طيار.

## عمله بالهندسة
بعد وصوله الولايات المتحدة أسس شركة «أنظمة ليدينغ المحدودة» من مرآب منزله، حيث بدأ بإنتاج الطائرة من دون طيار الأولى المسماة ألباتروس (القطرس) ثم تمت ترقيتها إلى نموذج أمبر (عمبر) التي تطورت في النهاية إلى طائرة بريداتور من دون طيار الشهيرة والتي اكتسب بفضلها لقب «والد الدرونات».

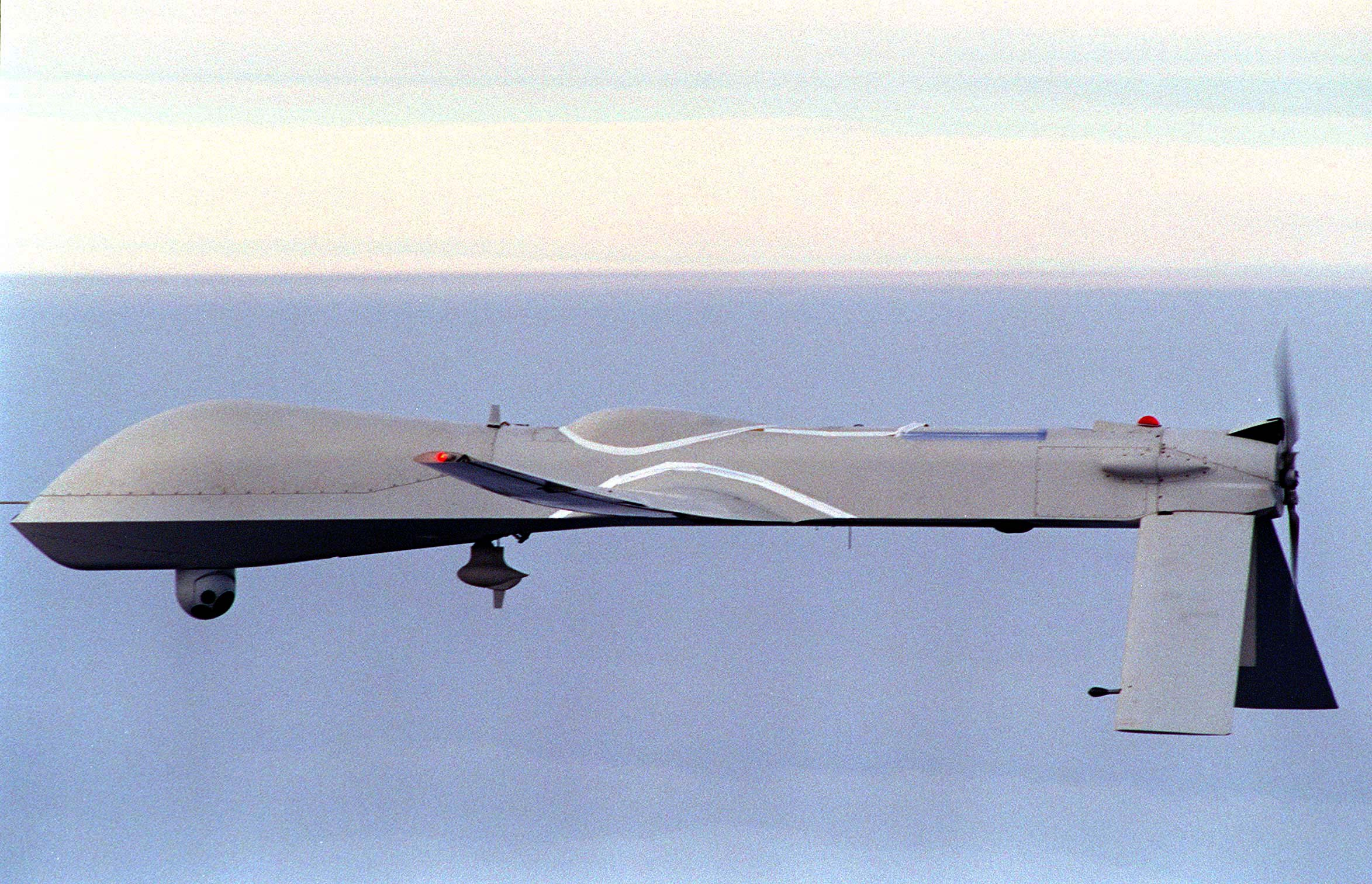
طائرة من دون طيار من نوع بريداتور.

وصف كريم من قبل مجلة ذي إيكونومست بأنه الرجل الذي«صنع الطائرات من دون طيار التي نقلت مسار الحروب الحديثة يواصل اختراعاته الأخرى»، لاحقًا تم شراء شركة أنظمة ليدنغ من قبل شركة جنرال أتوميكس المتخصصة بالشؤون الدفاعية في الولايات المتحدة والتي قامت بتوضيف كريم وفريقه لتطوير طائرات وأنظمة طائرات من دون طيار عالية التحمل إنطلاقًا من النموذج السابق أمبر.
في عام 2004، أطلق شركة أخرى باسم طائرات كريم المحدودة [الإنجليزية]، الغرض منها تطوير أنظمة طائرات الحوامات (تيتليتور) المأهولة وغير المأهولة عالية الكفاءة لإستخدامها في النقل العسكري والمدني.
في عام 2019، كشفت شركة «طائرات كريم المحدودة» عن نموذج مروحية (كريم AR40) التي تم تصميمها ضمن برنامج الطائرات المستقبلية الرأسية والأفقية للإستطلاع والهجوم (FARA [الإنجليزية]) لصالح وزارة الدفاع الأمريكية.

## تكريم
في عام 2010 تم إنتخابه كعضو في الأكاديمية الوطنية للهندسة عن تطوير الطائرات بدون طيار عالية التحمل بالإضافة إلى أنظمة الطائرات ذات دوار متغير السرعة VTOL.

## طالع أيضًا
- طائرة دون طيار
- طائرة استطلاع
- إم كيو-1 بريداتور